# NFKBIL1
NFKBIL1 (англ. NFKB inhibitor like 1) – білок, який кодується однойменним геном, розташованим у людей на короткому плечі 6-ї хромосоми. Довжина поліпептидного ланцюга білка становить 381 амінокислот, а молекулярна маса — 43 204.
| 10         |  | 20         |  | 30         |  | 40         |  | 50         |
| ---------- |  | ---------- |  | ---------- |  | ---------- |  | ---------- |
| MSNPSPQVPE |  | EEASTSVCRP |  | KSSMASTSRR |  | QRRERRFRRY |  | LSAGRLVRAQ |
| ALLQRHPGLD |  | VDAGQPPPLH |  | RACARHDAPA |  | LCLLLRLGAD |  | PAHQDRHGDT |
| ALHAAARQGP |  | DAYTDFFLPL |  | LSRCPSAMGI |  | KNKDGETPGQ |  | ILGWGPPWDS |
| AEEEEEDDAS |  | KEREWRQKLQ |  | GELEDEWQEV |  | MGRFEGDASH |  | ETQEPESFSA |
| WSDRLAREHA |  | QKCQQQQREA |  | EGSCRPPRAE |  | GSSQSWRQQE |  | EEQRLFRERA |
| RAKEEELRES |  | RARRAQEALG |  | DREPKPTRAG |  | PREEHPRGAG |  | RGSLWRFGDV |
| PWPCPGGGDP |  | EAMAAALVAR |  | GPPLEEQGAL |  | RRYLRVQQVR |  | WHPDRFLQRF |
| RSQIETWELG |  | RVMGAVTALS |  | QALNRHAEAL |  | K          |  |            |

A: Аланін

C: Цистеїн

D: Аспарагінова кислота

E: Глутамінова кислота

F: Фенілаланін

G: Гліцин

H: Гістидин

I: Ізолейцин

K: Лізин

L: Лейцин

M: Метіонін

N: Аспарагін

P: Пролін

Q: Глутамін

R: Аргінін

S: Серин

T: Треонін

V: Валін

W: Триптофан

Кодований геном білок за функцією належить до фосфопротеїнів. 
Задіяний у такому біологічному процесі, як альтернативний сплайсинг. 
Локалізований у ядрі.